# Pietro Gradenigo

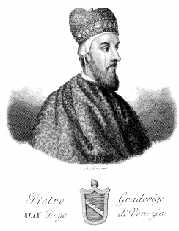
Doge Pietro Gradenigo

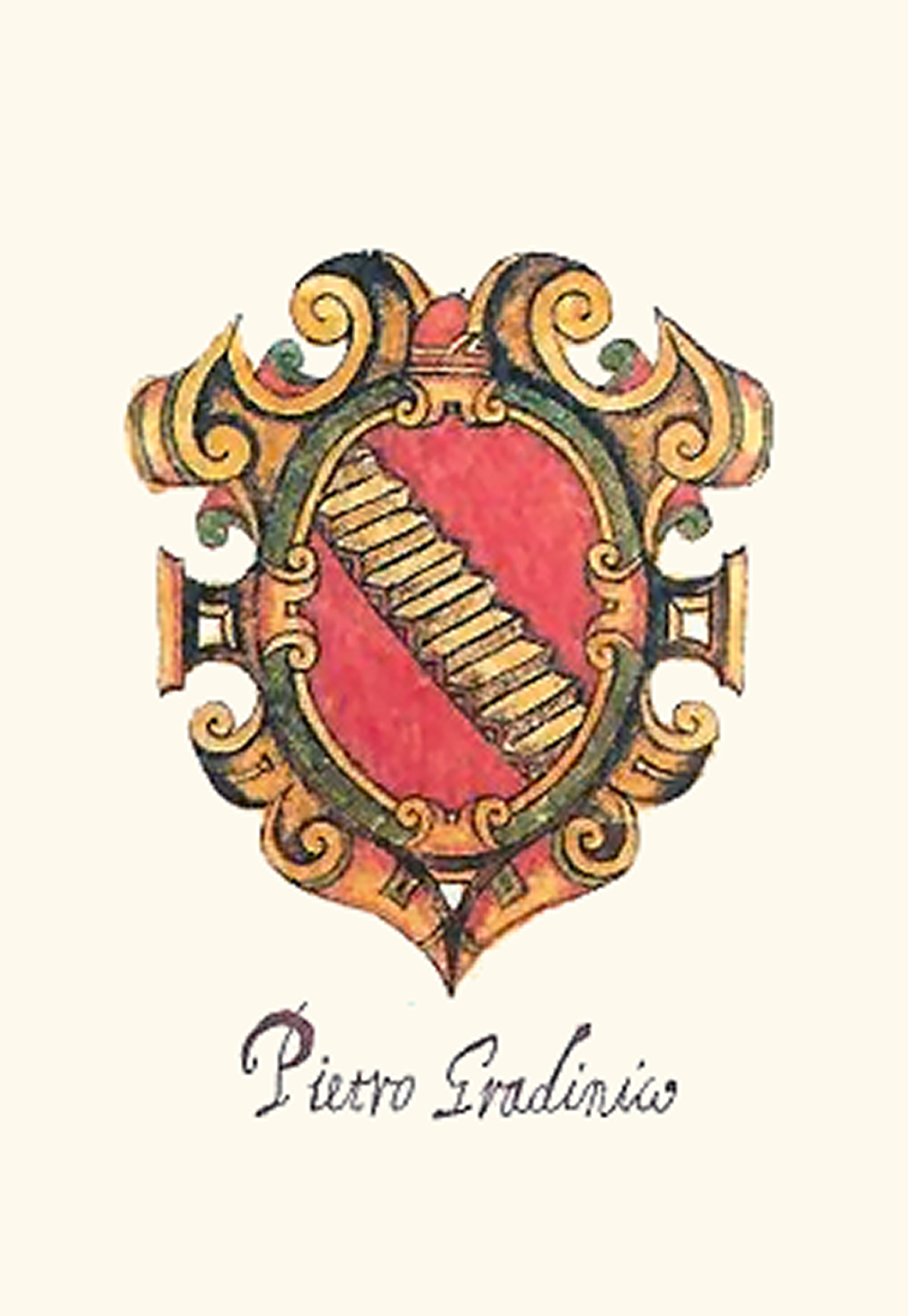
Wapenschild, met trapmotief

Pietro of bijgenaamd Perazzo, Gradenigo (Venetië, eind 13e eeuw – aldaar, 13 augustus 1311) was de 49e doge van de republiek Venetië. Hij regeerde van 25 november 1289 tot zijn dood.

## Levensloop
Gradenigo was een zoon van Marco Gradenigo en een verder onbekende dame uit de familie Querini. Zijn naam dook voor het eerst op wanneer hij zetelde in de Grote Raad (eind 13e eeuw). Daarnaast was hij podestà van Capodistria in het huidige Slovenië, Caorle en opnieuw van Capodistria. 
In 1289 werd hij tot doge verkozen. In deze periode kende de republiek een economische malaise bij een grote groep van handelaars, winkeliers en artiesten. Dezen werden gezamenlijk als populisten omschreven. Hun kandidaat Iacopo Tiepolo van de familie Tiepolo, die tevoren al doges geleverd had, verloor de verkiezing. Het bleef een smeulende strijd tijdens het bestuur van Gradenigo. Gradenigo ontpopte zich immers als de voorstander van de ‘adellijken’ in Venetië. De criteria om tot doge verkozen te worden, werden verstrengd: de kandidaat was ofwel van adel of had een openbaar ambt bekleed. Voor de ‘populisten’ was er geen plaats in het bestuur.
Gradenigo heerste met strenge hand en liet burgers bewapenen om het Venetiaans leger te versterken. 
In 1298 verloor Venetië de zeeslag van Curzola tegen de republiek Genua. Curzola, een Venetiaans eiland voor de Dalmatische kust, had later de Kroatische naam Korčula. Nochtans zou het zegevierende Genua geen grote hinder meer veroorzaken in de Adriatische Zee. 
In 1300 onderdrukte hij de volksopstand door Marin Bocconio. 
Doge Gradenigo voerde nog andere oorlogen. Zo bevocht hij de stadstaat Padua (1304-1306) in een strijd om de zouthandel. Tevens sloeg hij opstanden neer in de Venetiaanse kolonies in Kreta (destijds Candia geheten) en in de haven Zara aan de Dalmatische Kust. 
De volksopstand in de hoofdstad Venetië geleid door Baiamonte Tiepolo en Marco Querini, een verwante van hem, onderdrukte hij eveneens (1310).
Zijn zwaarste strijd was de oorlog tegen de stadstaat Ferrara. Gradenigo meende de monding van de rivier Po voor Venetië te kunnen controleren doch paus Clemens V sloeg Gradenigo in de ban van de Roomse Kerk. Tegenstanders van de doge steunden paus Clemens V. Een wapenbestand werd gesloten tussen de Pauselijke Staat en Venetië op 15 juni 1311. Doge Gradenigo stierf twee maanden later, nog steeds met de pauselijke banvloek over hem uitgesproken. Dit betekende dat Gradenigo zonder enige plechtigheid werd begraven. Een andere verklaring voor de heimelijke begrafenis was de afwezige volksgunst voor de overleden doge.
Zijn graf bevond zich in de San Cipriano di Murano. Zijn grafsteen vermeldde: Scherp en ferm, aan zijn vrienden trouw en welwillend, voor zijn vijanden meedogenloos.